# Вибух на Кримському мосту (2022)
Вибух на Кримському мосту — надзвичайна подія, що сталася вранці 8 жовтня 2022 року в ході російського вторгнення в Україну. Внаслідок вибуху вантажівки обвалилися дві напівсекції автомобільної частини мосту та пошкоджено залізничну колію.

## Передумови
Міст, що з'єднує український Кримський півострів і російський Таманський півострів, почали будувати у лютому 2016 року, після російської окупації та анексії півострова. Окупаційна влада назвала будівництво мосту «історичною місією», одним із ключових завдань для «остаточного об'єднання Криму з Росією». У травні 2018 року відкритий для руху автомобільний міст, у грудні 2019 року — залізничний міст, з відкриттям регулярного руху поїздів.
З початком російського вторгнення в Україну 24 лютого 2022 року міст використовується для постачання збройних сил Росії на південному театрі воєнних дій російсько-української війни.
Українські чиновники та військові неодноразово заявляли про намір знищити Кримський міст, називаючи його законною військовою ціллю. У серпні 2022 року радник керівника Офісу Президента України Михайло Подоляк в інтерв'ю газеті «Ґардіан» заявив: «Це незаконне будівництво і головні ворота для постачання російської армії в Криму. Такі об'єкти мають бути зруйновані». Генерал-майор Збройних сил України Дмитро Марченко заявив, що міст стане «ціллю номер один», щойно Україна отримає потрібну зброю.

## Перебіг подій
8 жовтня 2022 року, о 06:07 (UTC+3), на автомобільній частині Кримського моста поблизу Таманського півострова вибухнула вантажівка. Вибухом знищені два прольоти дорожнього покриття моста. На залізничній гілці зайнялися сім цистерн з пальним, полум'ям був охоплений вантажний поїзд.
Кримський міст був важливою частиною транспортних комунікацій між Росією та анексованим Кримом. Рух мостом було призупинено. Продаж квитків на автобусні та залізничні рейси з Кримом призупинено, а заплановані — скасовані. Ввечері неушкодженою половиною моста було частково відкрито рух для автотранспорту та автобусів.

## Реакція

### Україна
Радник голови Офісу Президента України Михайло Подоляк назвав вибух лише початком: «Крим, міст, початок. Все незаконне має бути зруйноване, все вкрадене — повернуто Україні, все російське окупаційне — вигнано».

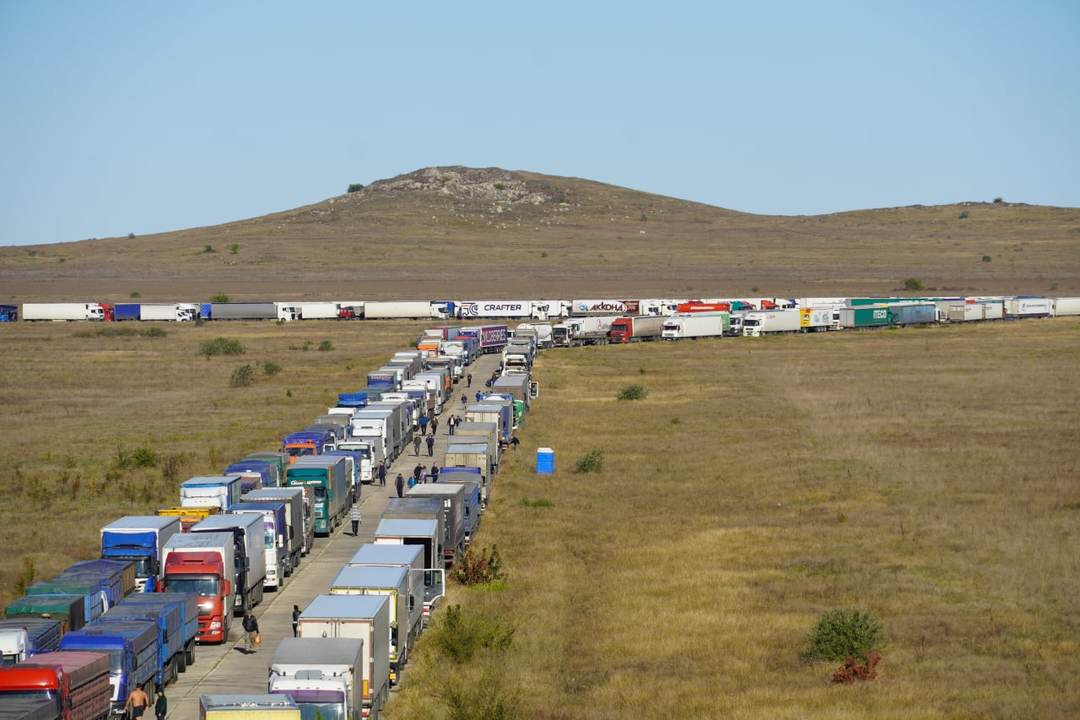
Черга вантажівок біля Керченської протоки після вибуху (жовтень 2022 року)

У Міністерстві оборони України руйнування Кримського мосту порівняли зі знищенням крейсера «Москва» і запитали: «Ракетний крейсер „Москва“ та Керченський міст — два сумнозвісні символи російської влади в українському Криму — потонули. Що далі, росіяни?».
Голова РНБО Олексій Данілов опублікував у соцмережі відео палаючого мосту поряд із відео, на якому Мерилін Монро співає «Happy Birthday, Mr. President» (укр. З днем народження, пане Президенте) для Джона Кеннеді. Вибух стався наступного дня після дня народження президента Росії Володимира Путіна.
Президент України Володимир Зеленський під час нічного звернення зазначив: «Сьогодні на території нашої держави був непоганий і здебільшого сонячний день. На жаль, у Криму було хмарно. Хоча й теж тепло».

### Росія
Керівник російської окупаційної влади Володимир Константинов звинуватив у вибуху «українських вандалів». Представниця МЗС РФ Марія Захарова звинуватила «київський режим» у тероризмі, а депутат держдуми Андрій Гурулєв зауважив, що «на війні й таке буває». Провідні російські пропагандисти Ольга Скабєєва, Маргарита Симоньян та Антон Красовський в один голос закликали керівництво країни дати жорстку відповідь на руйнування моста.
Так званий самопроголошений «голова Ради міністрів Криму» Сергій Аксьонов зазначив, що продовольства і палива на окупованому півострові достатньо: «Ситуація керована — неприємно, але не смертельно». Він також висловив бажання помститися.
10 жовтня 2022 року президент Росії Володимир Путін заявив: «… сумнівів немає. Це теракт, спрямований на руйнування критично важливої цивільної інфраструктури Російської Федерації. І автори, виконавці, замовники — спецслужби України».

### Міжнародна спільнота
Міністр закордонних справ Естонії Урмас Рейнсалу привітав українські спецслужби з успішною операцією, допускаючи спланований підрив мосту саме на ювілей Путіна. З ним погодився польський політик, депутат Європарламенту Роберт Бедронь, який назвав руйнування мосту «бальзамом на серце».
Міністр оборони Словаччини Ярослав Надь пожартував у дописі в Facebook про те, що вибухи спричинили занадто багато свічок на торті до дня народження Путіна.

## Розслідування
За наказом Путіна було створено спеціальну комісію для розслідування обставин вибуху, до якої увійшли представники МНС, Мінтранспорту, ФСБ, МВС та Росгвардії. Слідчий комітет відкрив кримінальне провадження за фактом вибуху. Представники спецслужб звернули увагу на роботу чергової зміни, яка пропустила вантажівку з вибухівкою, попри встановлені на в'їзді до мосту комплекси для догляду підозрілого вантажу.
За повідомленням слідчого комітету, внаслідок вибуху загинуло троє осіб, ймовірно, пасажири автівки, що знаходилась поруч із вантажівкою.
11 жовтня 2022 року, за повідомленням російських ЗМІ стало відомо, що жертвами вибуху стали суддя московського арбітражного суду 42-річний Сергій Маслов та 26-річний уродженець Євпаторії Гліб Оргеткін, який мешкав у Москві та працював фітнес-тренером. Судді належав «Каділлак», який вранці 8 жовтня опинився в епіцентрі вибуху. Крім нього й Оргеткіна в машині знаходилися знайомі судді — сімейна пара із Санкт-Петербурга: 53-річний Едуард Чучакін і 33-річна Зоя Сафронова, вони працювали гідами із Санкт-Петербурга.
Коментуючи загибель росіян, глава Меджлісу кримськотатарського народу Рефат Чубаров констатував, що з ними нічого б не сталося, якби вони не захотіли відвідати тимчасово окупований Росією Крим. 11 жовтня 2022 року в мережі озвучили ще одну версію вибуху на мосту через Керченську протоку. Показово, що в ній йдеться не про «український» слід, а про «російський». Розглядється версія замовного вбивства судді Арбітражного суду Москви Сергія Маслова, який розглядав «гучні» справи та справи на величезні суми, смерть якого три дні потому після вибуху ретельно замовчували, оскільки суддя мав право недоторканності, що ненадавало право на детальний огляд автомобіля при перетині мосту. Але спецслужби РФ першочергово намагалися з'ясувати, як вантажівка з вибухівкою змогла в'їхати на Кримський міст, адже на в'їзді стоять стаціонарні інспекційно-доглядові радіотехнічні комплекси СТ-6035, які здатні виявляти наркотики, вибухівку та хімічні речовини через 60 діб після останнього контакту.
14 жовтня 2022 року в Сімферополі суд відправив до СІЗО п'ятьох фігурантів кримінальної справи. На той час слідство мало дані про те, що до вибуху можуть бути причетні щонайменше 12 осіб. 15 жовтня в Москві суд відправив у СІЗО ще трьох росіян. Їм пред'явлено звинувачення в скоєнні терористичного акту. Один із них сам звернувся до ФСБ, щоб допомогти слідству.
21 квітня 2023 року Лефортовський суд Москви, заочно звинуватив головного очільника ГУР Кирила Буданова в організації терористичного співтовариства, незаконному обігу зброї та тероризмі (ч. 1 ст. 205.4, ч. 1 ст. 30 і п. «а» ч. 2 ст. 205, ч. 3 ст. 222, ч. 3 ст. 222.1 КК РФ, ч. 3 ст. 222 КК РФ, 3 ст. 222.1 КК РФ..

## Значення

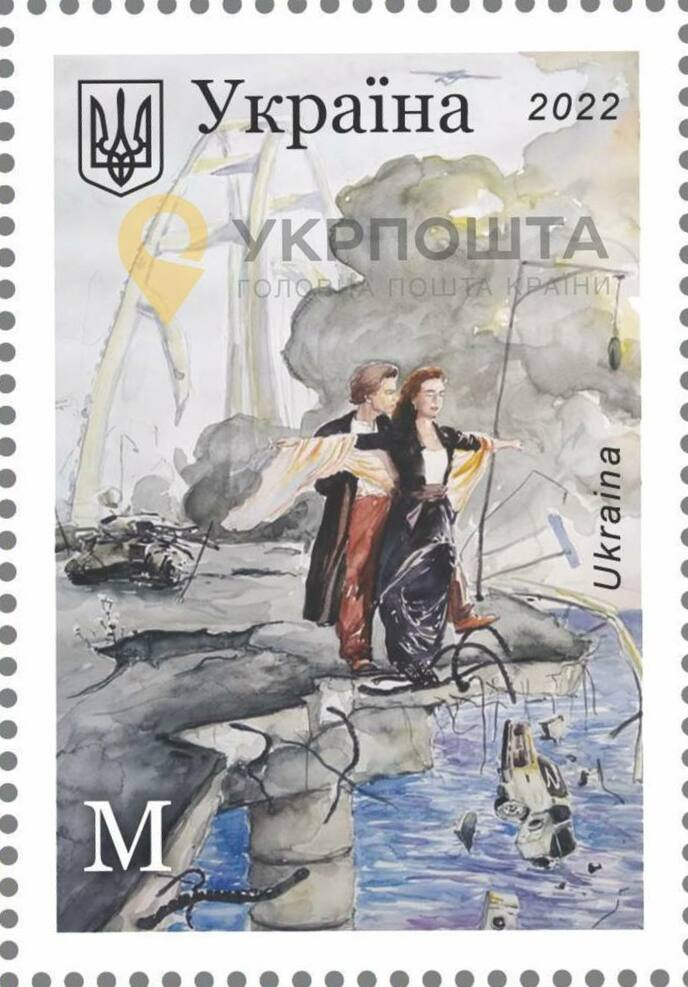
Поштова марка України «Знову Кримський міст!» (жовтень 2022 року)

Важливим став символічний характер руйнування для кремлівської влади. Відкриття мосту 2018 року вважалось одним з найбільших досягнень Путіна. Після російського вторгнення в Україну 24 лютого 2022 року споруда була одним з найзахищеніших об'єктів. Очікувалося, що руйнування Кримського мосту призведе до посилення проблем із постачанням російських військ у тимчасово окупованому Криму, а також у південній частині Україні. Окрім цього, із закриттям мосту місцевим жителям стає важче покинути Крим, хоча залишаються інші способи, включаючи порти. Аналітики відзначають, що міст було частково зруйновано наступного дня після 70-річчя президента країни-загарбника, на тлі поразок російської армії. До того ж за тиждень до вибуху було підписано указ про російську анексію чотирьох українських областей, після чого Росія продовжила погрожувати Україні ядерною зброєю в разі атаки на об'єкти на «власній» території.

## Відповідальність за руйнування
8 липня 2023 року (на 500 день війни) заступниця Міністра оборони України Ганна Маляр підтвердила, що це Українські війська завдали атаки по мосту.
24 листопада 2023 року телеканал 1+1 випустив спецпроєкт «Кримський міст на біс. СБУ. Спецоперації перемоги. Фільм 1», в якому представники СБУ повідомили, як саме була виконана операція з підриву мосту.

## У культурі

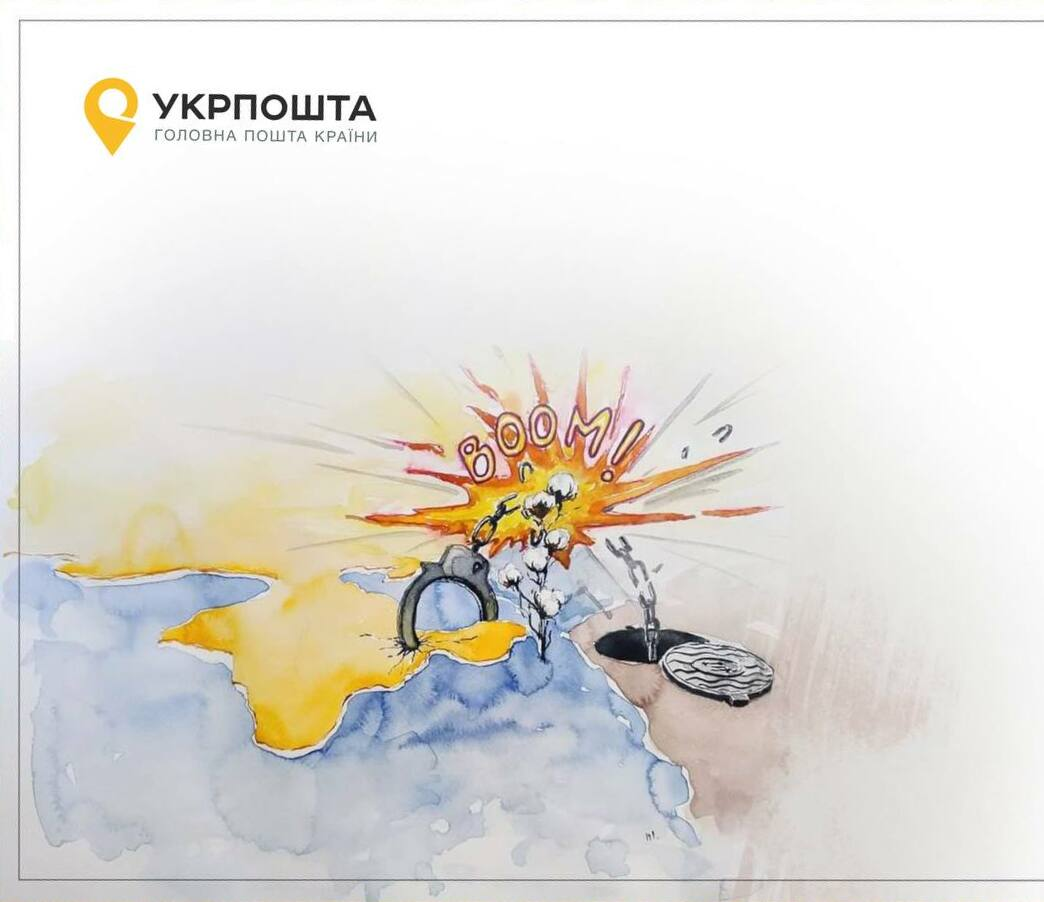
Дизайн поштової марки «Вибух Кримського мосту», випущеної українським урядом 11 жовтня 2022 року

Директор Укрпошти Ігор Смілянський анонсував вихід нової марки, присвяченої святковій події.